# Італійський провулок (Таганрог)
Італійський провулок — провулок в центральній історичній частині Таганрога.

## Географія
Пролягає від вулиці Грецької до вулиці Шевченка, закінчуючись пологим Банним спуском до моря (в радянський час — Дуровським). Протяжність провулка — 1860 м.

## Історія

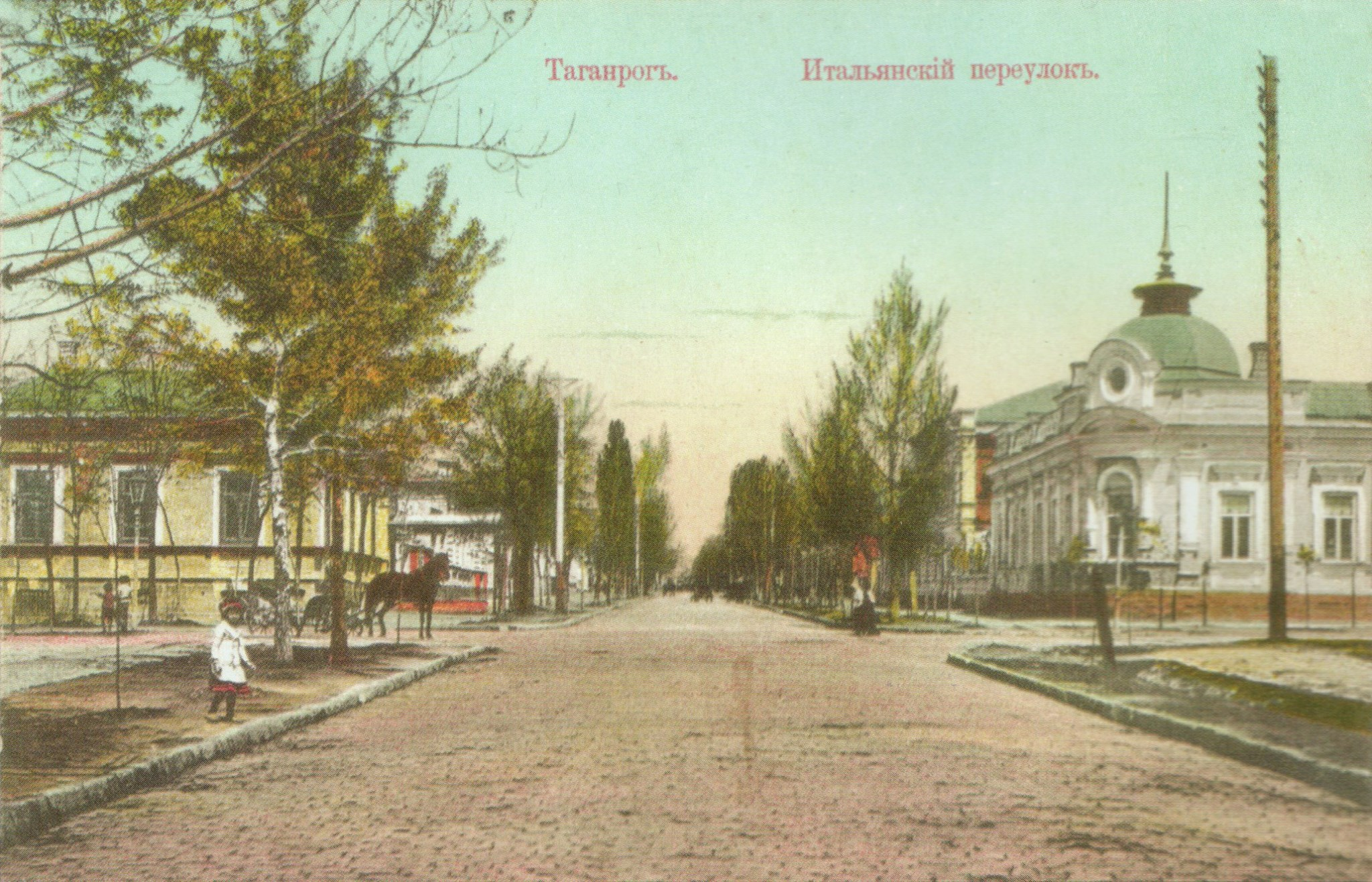
Таганрог, Італійський провулок, фото до 1917 року

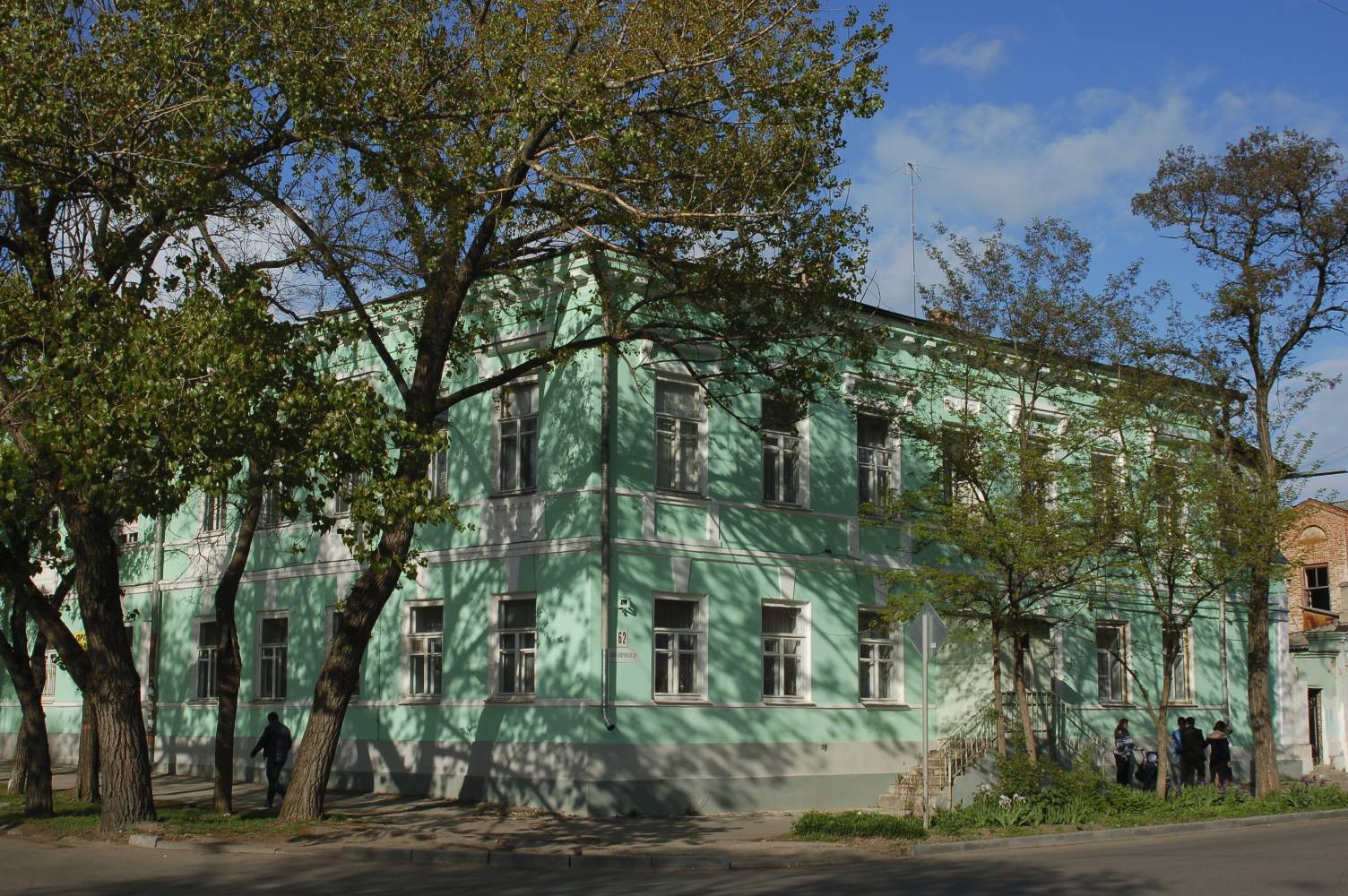
Таганрог, будинок Каменнова

Попередні назви — П'ятий поперечний, Італійський, Виконкомівський. 
Виконкомівським провулок був названий в 1923 році, рішенням міськради за ініціативою управління комунального господарства міста. Нову назва «Виконкомівський» провулок отримав завдяки розташованим на розі Італійського провулка і Петровській вулиці будівлі, в якому поряд з міськкомом партії розміщувався Виконавчий комітет міської Ради депутатів трудящих. 
Назву «Італійський» повернуто провулку в 1990 році.
До 1880-х років проїжджа частина провулка мала ґрунтове покриття і після дощів потопала в чорноземі, перемішаному з глиною. З 1880 по 1895 роки в місті активно замащувались дороги «каменем міцної породи правильної кубічної форми», тоді ж замостили і Італійський провулок.
У першій чверті XIX століття нумерація будинків була відсутня, її запровадили тільки в 1832 році. Нумерація неодноразово піддавалася змінам: в XIX столітті тричі, в 1844, 1867 і 1878 роках, у XX столітті двічі. 
У першій чверті XX століття поблизу Італійського провулку створений літній сад Сарматової.

## В Італійському провулку розташовані
- Італійський пров. 4 — редакція «Нової таганрозької газети».
- Італійський пров. 6 — магазин «Книга».
- Італійський пров. 7 — кінотеатр «Луч» (кут вул. Петровської, 57).
- Італійський пров. 7 — кафе «Бамбук».
- Італійський пров. 9 — Будинок Даллапорте, магазин побутової хімії.
- Італійський пров. 11 — Будинок Драґослава, стоматологія.
- Італійський пров. 18 — Будинок Папанагіоті.
- Італійський пров. 20 — пам'ятник архітектури Будинок Золотарьова.
- Італійський пров. 22 — Будинок Ходжаєва.
- Італійський пров. 27 — Будинок Каменнова — двоповерхова будівля середини XIX століття. Об'єкт культурної спадщини регіонального значення. Рішення № 301 від 18.11.92 р.

## Пам'ятники
- Італійський пров. 9 — «Дружба не іржавіє» (скульпт. Акоп Халафян, 2010).